# 鏡映
数学における鏡映（きょうえい、英: reflection）あるいは鏡映変換とはユークリッド空間の超平面を固定点集合にもつ等長変換である。その名の通り、3次元空間内では、ある図形に鏡映変換を施したものは、平面鏡に映ったその図形の位置及び見え方と一致する。（この場合、鏡の位置が固定点集合となる）
例えば2次元ユークリッド空間では鏡映の固定点集合は直線であり、固定点集合を鏡映の軸という。逆に、与えられた直線を軸とする鏡映が定まり、直線による折り返しなどとも呼ばれる。同様に、3次元空間では与えられた平面による鏡映が定まる。
鏡映によって変わらない図形を鏡映対称（2次元図形の場合、特に線対称とも呼ぶ）である、あるいは鏡映対称性を持つなどという。特に軸が垂直な場合は左右対称とも言われる。例えばアルファベットの A や H などは垂直な軸に関して鏡映対称である。3次元の物体や現象（特に分子）が鏡映対称であって、合同ではないことを掌性と呼ぶ。
長さや角度は鏡映によって変わらないが、向きが変わる。また、同じ鏡映を2回続けて行うと恒等変換になるので鏡映は対合の一種である。

## 定義
標準内積が与えられた2次元実計量ベクトル空間 R2において、ベクトル v, a に対し
{\displaystyle \operatorname {Ref} _{a}(v)=v-2\,{\frac {v\cdot a}{a\cdot a}}\,a}
を a に直交する原点を含む直線による鏡映、あるいは単に a に関する鏡映という。ただしここで v·a は v と a の点乗積である。
Refaは線形変換であり、特に v と a が直交するなら Refa(v) = v であり、v が a のスカラー倍ならば Ref(v) = -v となる。したがって原点を固定する鏡映の固有値は 1 と −1であることも分かる。
n 次元計量ベクトル空間においても同様に、v の aに直交する原点を含む超平面による鏡映を
{\displaystyle \operatorname {Ref} _{a}(v)=v-2\,{\frac {v\cdot a}{a\cdot a}}\,a}
と定義する。
一般に、点cを通り、aに直交する超平面による鏡映は
{\displaystyle \operatorname {Ref} _{a,c}(v)=v-2\,{\frac {(v-c)\cdot a}{a\cdot a}}\,a}
と表される。

## 例
xy 平面のベクトル (x, y) に対し (x, −y) を対応させる変換は x 軸に関する鏡映である。ガウス平面において複素数 z = x + yi に対する複素共役 {\displaystyle {\bar {z}}=x-yi}は実軸に関する鏡映とも見なせる。

## 性質
Rnの原点を固定する鏡映は線形変換であり、対応する行列は行列式が −1 の直交行列で (1, 1, ..., 1, −1) を固有値に持つ。
上の定義における式に対する行列は
{\displaystyle R_{ij}=\delta _{ij}-2{\frac {a_{i}a_{j}}{\|a\|^{2}}}}
を成分とする直交行列となる。ただし、ここで δijはクロネッカーのデルタである。
このような2つの行列の積は特殊直交行列となり、回転を表す。実は逆に、原点を固定するどんな回転も、原点を通る超平面による偶数回の鏡映として表される。また直交群 O(n) のどんな元も高々 n 回の鏡映の積として表され、鏡映の全体は直交群 O(n)を生成する。この事実は一般に符号数 (p, q) の二次形式が与えられた線形空間 Rp, q でも成り立ち、カルタン–デュドネの定理として知られている。
同様に、ユークリッド空間の等長変換群はアフィン超平面による鏡映で生成される。一般に、アフィン超平面で生成される群は鏡映群と呼ばれる。コクセター群も参照のこと。

## クリフォード代数との関係
クリフォード積 v2 = |v|2 を使えばベクトル v, a の内積は va + av = 2 (v·a) と表されるので、aを法とする超平面による鏡映は
{\displaystyle {\begin{aligned}\operatorname {Ref} _{a}(v)&=v-{\frac {2v\cdot a}{|a|^{2}}}\,a\\&=v(aa^{-1})-(va+av)a^{-1}\\&=(va-va-av)a^{-1}\\&=-ava^{-1}\end{aligned}}}
と書ける。直交変換群は鏡映で生成される事実を踏まえると、これはクリフォード代数から直交群への準同型を導く。詳しくはクリフォード代数を参照。